# Alemães-bessarábios

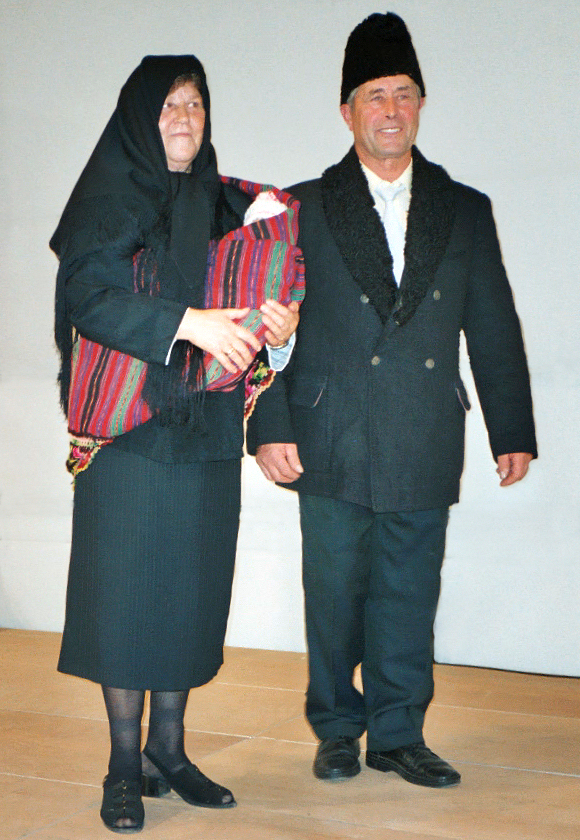
Alemães-Bessarábios no Encontro do Norte da Alemanha dos Alemães-Bessarábios, setembro de 2003, em Möckern, Saxónia-Anhalt, Alemanha.

O termo alemães-bessarábios define os alemães que imigraram para a região da Bessarábia e seus descendentes. Em alguns casos também são chamados de "alemães-russos" já que a Bessarábia pertenceu à Rússia durante algumas épocas.

## História
A história dos alemães na Rússia e regiões em volta desta começou em 1763, quando Catarina II tornou-se imperatriz da Rússia. Tendo posse de uma vasta região de terras virgens à volta do rio Volga, determinou que tornaria esta região produtiva para a agricultura e que habitaria a região para protegê-la de tribos asiáticas que moravam próximas. 
Assim, em 22 de Julho de 1763, Catharina fez um manifesto chamando por imigrantes para colonizarem aquelas terras. Para encorajar a vinda de imigrantes, o manifesto ofereceu alguns dos seguintes privilégios para os que viessem:
- Liberdade religiosa e o direito de construir suas próprias igrejas e escolas;
- Isenção de serviços militares;
- O direito de deixar a Rússia a qualquer hora;
- O direito de morar em colônias isoladas das outras;
- Os novos colonos teriam proteção e os mesmos direitos dos nativos;
- Não precisariam pagar impostos por 10 anos;
- As famílias muito pobres receberiam ajuda do governo para se estabilizarem;
- Os direitos e privilégios também eram garantidos aos descendentes dos imigrantes;
- Depois de passados 10 anos, ainda teriam mais 10 anos de prazo para devolver a ajuda que receberam do governo.

Esses direitos e privilégios ofereciam a chance de uma vida melhor e então milhares de pessoas de estados alemães e da Europa Central emigraram para a Rússia. Há várias razões para uma grande quantidade de alemães terem saído de sua terra natal. Muitas regiões na Alemanha estavam devastadas e a pobreza estava disseminada. Foi também nessa época que muitos alemães emigraram para a América, em maior parte para os Estados Unidos, para começarem uma nova vida. 
Os primeiros colonos de língua alemã (podendo aí se incluir Áustria, Suíça, etc.) que se interessaram pelo manifesto de Catarina II foram levados nas terras ao longo do Rio Volga entre os anos de 1764 e 1767. Mais tarde, como a Rússia conseguiu tirar dos turcos terras na região do Mar Negro, os colonos foram convidados para habitar estas áreas também, além das regiões da Crimeia e Bessarábia, quando estas foram anexadas ao Império Russo. Mas essa colonização posterior à do Rio Volga só foi acontecer por volta de 1803, quando o neto de Catarina, Alexandre I, fez um novo chamado. Como vieram muitos imigrantes, a corte Russa temia a vinda de imigrantes inconvenientes, então em 1804 fizeram um decreto restritivo que incorporava os termos de Catarina II, porém requeria que todos os futuros imigrantes possuíssem dinheiro ou bens de valor, fosse habituado em trabalhos de lavoura ou manuais e que tivessem família. Não queriam solteiros "caçadores" de fortunas. 
Foram fundadas aproximadamente 300 colônias principais por terras russas durante os anos de colonização, e conforme a população crescia, eram necessárias mais áreas para os 'sem-terras'. A partir daí muitas outras "colônias-filhas" foram fundadas a partir das principais. 
As escolas ensinavam, e as igrejas pregavam na língua nativa dos colonos, no caso, o alemão. A vida era normalmente boa para os colonos e eles mantiveram os costumes, maneiras de se vestir, gostos musicais e dialetos de suas terras de origem.
Em 1871 o Czar Alexandre II anulou os privilégios dados aos colonos imigrantes, e como resultado, os colonos foram reduzidos à classe de lavradores russos e sob as mesmas leis e obrigações de todos. Em 1874 os filhos dos colonos foram recrutados pela primeira vez para os serviços militares. 
Na década de 1870, diante da insatisfação dos colonos pela perda de privilégios, começou a surgir um movimento de emigração para os Estados Unidos, Canadá e América do Sul (Brasil e Argentina), que aumentou depois da Primeira Guerra Mundial. 
O desenvolvimento da agricultura através de equipamentos e técnicas modernos amenizou o choque inicial das novas políticas que estavam sendo usadas. A vantagem dos serviços militares era aprender a língua oficial (russo) e a expansão do horizonte intelectual pelo vasto império. Já que os colonos estavam praticamente esquecidos pela Alemanha, a Rússia se tornou sua terra natal "adotiva", especialmente porque nunca houve nenhuma oposição ou ódio aos colonos alemães pelo povo russo. 
Alexandre III ascendeu ao trono da Rússia em 1881, e a política oficial de seu governo era a "russificação", afetando em muito a vida dos colonos. As aulas das escolas tinham que ser ensinadas em Russo, e se tornou difícil para os colonos alemães adquirirem mais terras. Todos os direitos dados pela própria administração de suas vilas foram cancelados. Como muitos colonos hesitavam em fazer uma longa viagem pelo oceano, decidiram ficar na Rússia apesar da política de "russificação". 
O término da Primeira Guerra Mundial causou muitas dificuldades para os alemães que estavam na Rússia. Apesar de terem lutado no exército russo e alguns morrido durante as batalhas ao lado da campanha russa, eles foram acusados de espionagem e sabotagem. O idioma alemão foi então proibido nas escolas e igrejas, além dos jornais em língua alemã. Inúmeros alemães-russos foram deportados para a Sibéria por "crime contra o estado". 
Com a Revolução de 1917, prevaleceu um período sem leis por toda a Rússia por alguns anos. Grupos de bandidos atacavam as vilas alemãs, por vezes até assassinando colonos. A Revolução Russa causou muita miséria entre os alemães-russos, e muitas deportações para a Sibéria e Ásia. 
Já os colonos alemães que estavam na região da Bessarábia foram poupados do caos que estava acontecendo na Rússia. Quando os soldados dos exércitos se revoltaram, a Bessarábia pediu ajuda à Romênia para a restauração das leis e ordem. A Romênia aceitou e mais tarde, por voto, foi decidido que a Bessarábia seria anexada à Romênia. 
A Rússia nunca aceitou essa anexação e em 1940 (enquanto Hitler e Stalin eram aliados) Hitler concordou em devolver a Bessarábia à Rússia desde que Stalin concordasse em permitir a ida de todos os alemães de volta para a Alemanha. Acordo fechado. Milhares de alemães pegaram seus pertences, e deixando tudo para trás, voltaram para a Alemanha. Como faltou lugar para alojá-los na Alemanha, aqueles que não eram trabalhadores foram assentados em Warthegau, uma área ao longo do Rio Warthe, na Polônia ocidental. 
Ao todo, por volta de 95 000 pessoas voltaram à Alemanha. Quando iniciou mais tarde a guerra entre a URSS e Alemanha, a grande maioria de alemães já tinha voltado para a Alemanha, porém os que não foram normalmente eram levados à prisões especiais (homens), e tratados como inimigos do Estado. As mulheres e crianças eram enviadas para residências próprias junto de pessoas de diversas nacionalidades. Todos os bens foram confiscados. Muitos eram deportados para regiões distantes como Sibéria e Ásia Central, proibidos de viver os costumes alemães. Alguns nunca mais viram sua família e morreram por lá. 
Enquanto isso, os que conseguiram ir para a Alemanha tiveram a chance de reconstruir suas vidas e a grande maioria permanece por lá até os dias de hoje. Outros emigraram para as Américas, principalmente para os Estados Unidos. 
Com a extinção da União Soviética em 1991, começou novamente uma onda de imigração da Rússia para a Alemanha, de alemães que ainda estavam lá. Estima-se que desde 1991 mais de 2 milhões de imigrantes foram para a Alemanha, e apesar de agora estar difícil ir para lá, a imigração continua.